# Wellington Clayton Gonçalves dos Santos
Wellington Clayton Gonçalves dos Santos (São José do Rio Preto, 2 januari 1983) is een Braziliaans voormalig voetballer die als middenvelder speelde.

## Carrière
Branquinho begon zijn carrière in 2006 bij Rio Preto EC. Hierna kwam hij uit voor Ceará SC, EC Santo André, Club Athletico Paranaense, Cerezo Osaka, EC Bahia en Oeste FC.